# 管領代
 管領代（かんれいだい）とは室町幕府の職名。
永正5年（1508年）、室町幕府10代将軍足利義稙が将軍に再任された時、管領細川高国とは別に山城守護大内義興が管領代に任ぜられたとの記録がある。
戦国時代には実質上管領家は細川氏のみであったため、管領は将軍の就位儀式時以外は補任されず、その時管領に故障があった場合、管領代が指定されて管領の職務を代行した。史料的には天文15年（1546年）、13代将軍足利義輝が近江坂本で将軍に就任した時、近江守護六角定頼がこの職に補任されたのが唯一の例である。
なお、応仁の乱後に細川政元が明応の政変を引き起こし、細川氏が事実上幕府を壟断するようになって、同氏の内衆が幕府奉行人と並んで重要政務に奉書を発給するようになるが、これら細川氏奉行人は幕府から右京兆代（京兆は細川氏の極官である右京大夫の唐名を指す）と呼ばれたため、細川氏奉行人を管領代、その発給文書を管領代奉書と呼ぶ研究者もある。